# Cymbalophora powelli
Cymbalophora powelli är en fjärilsart som beskrevs av Charles Oberthür 1910. Cymbalophora powelli ingår i släktet Cymbalophora och familjen björnspinnare. Inga underarter finns listade i Catalogue of Life.